# پایگاه پرواز فضایی وایت سندز
پایگاه پرواز فضایی وایت سندز  (به انگلیسی: White Sands Space Harbor)  یک فرودگاه نظامی   است. این فرودگاه در  کشور ایالات متحده آمریکا قرار دارد و در ارتفاع ۱۱۹۲ متری از سطح دریا واقع شده است.